# 腺样体
在解剖学中，腺样体也被称为咽扁桃体或鼻咽扁桃体，是扁桃体中最上端的一个。它是一团淋巴组织，位于鼻腔后方的鼻咽顶部，即鼻子与喉咙融合的地方。在儿童中，它通常在鼻咽顶部和后壁形成一个软丘，就在悬雍垂的上方和后面。
腺样体一词也用于表示腺样体肥大，即咽部扁桃体的异常生长。

## 结构
腺样体是位于鼻腔后面的一团淋巴组织，位于鼻咽的顶部，即鼻子与喉咙融合的地方。与腭扁桃体不同，腺样体具有伪复层上皮。腺样体是所谓的瓦耳代尔扁桃体环的一部分，该淋巴组织还包括腭扁桃体、舌扁桃体和管扁桃体。

### 发育
腺样体在胚胎第 16 周后，由淋巴细胞的上皮下浸润发育而成。嬰兒出生后腺样体开始增大，此一过程一直持续至5至7岁。

### 微生物组
乳酸菌、厌氧链球菌、放线菌、梭杆菌和诺卡氏菌等菌种通常在 6 个月大时出现。在腺样体中发现的正常菌群包括α-溶血性链球菌和肠球菌、棒状杆菌属、凝固酶阴性葡萄球菌、奈瑟氏菌、嗜血杆菌、微球菌和口腔球菌。

## 临床意义

### 肥大

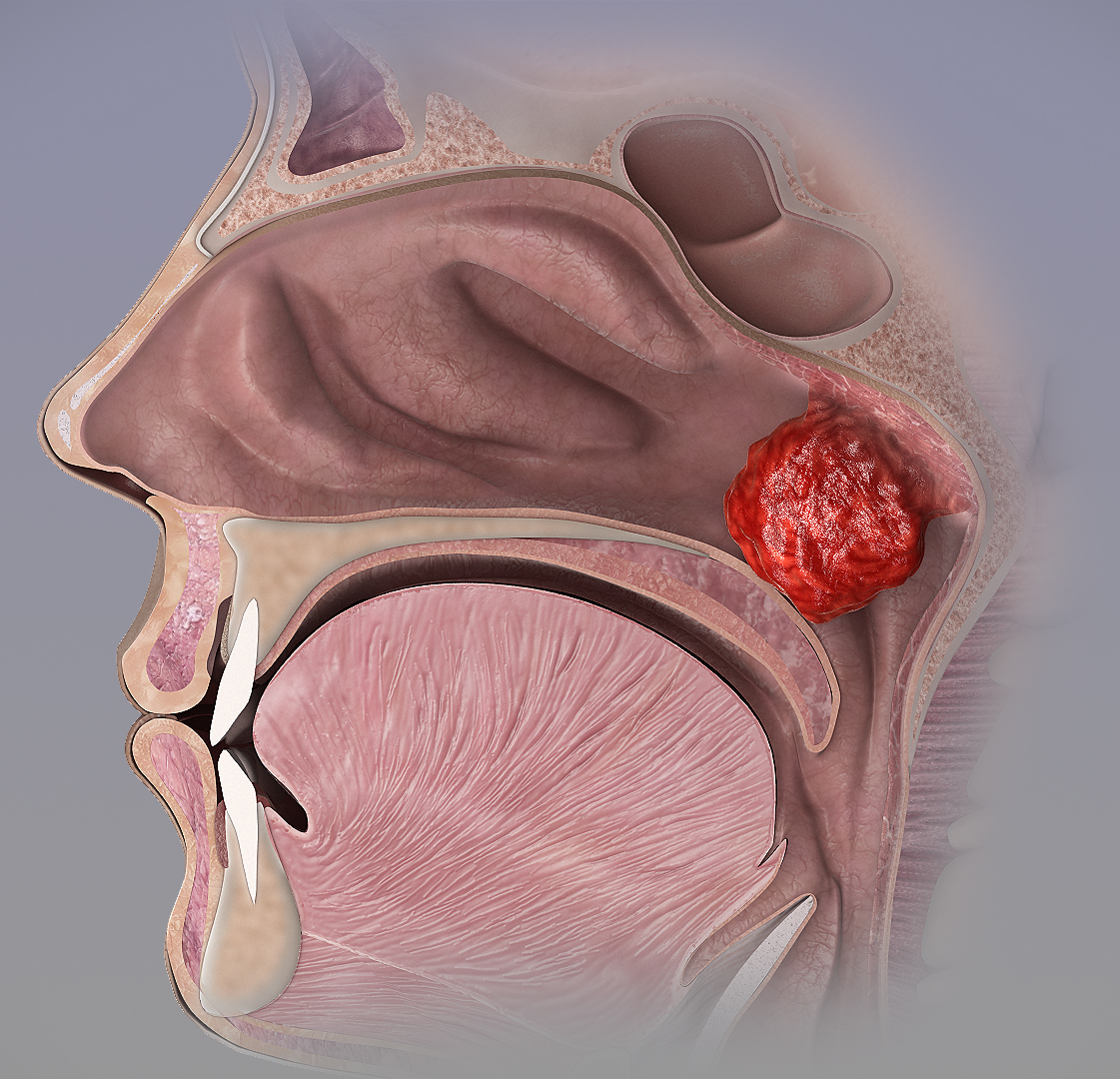
3D 仍显示腺样体肥大。

增大的腺样体，或腺样体肥大，可以变得接近乒乓球大小，并完全阻塞通过鼻道的气流。即使增大的腺样体没有达到足以实际阻塞鼻子后部，它也会阻碍气流，以至于通过鼻子呼吸非常困难和不舒服，而必须通过张嘴吸气。肥大的腺样体也会阻塞鼻腔气道，足以影响声音，但实际上并不完全阻止鼻腔气流。
在 18 至 24 个月之间，有症状的肥大并不罕见，这意味着睡眠期间可能会出现打鼾、鼻腔气道阻塞和呼吸受阻。然而，当儿童达到学龄期时，这种情况可能会合理地预期下降，此后可能会逐渐萎缩。

### 腺样体面容
腺样体肥大，尤其是在儿童中，会导致面部的非典型外观，通常被称为腺样体面容。腺样体面容的特征包括口呼吸、脸部腊肠、门牙突出、上颌骨发育不良、上唇短、鼻孔隆起和上颚高拱。

### 移除
可以通过名为腺样体切除术的手术来移除腺样体。腺样体感染可能会导致黏液分泌过多等症状，可通过去除腺样体进行治疗。研究表明，腺样体切除后，有多达19%的病例中会重新生长。腺样体切除术是在全身麻醉（或不太常见的局部麻醉）下通过口腔进行的，包括对腺样体进行刮除、烧灼术、激光或以其他方式消融。腺样体通常与腭扁桃体一起被切除。

## 在流行文化中
1861年，乔治·卡特林在他的《生命的呼吸》一书中发表了许多描绘腺样体面容及其并发症的版画，他在书中主张用鼻子呼吸。 
在1984年的自传书《男孩：童年的故事》中，作者羅爾德·達爾用一章讲述了他在没有任何麻药的情况下摘除腺样体的经历。这发生在1924年，当时达尔 8 岁。
在佩勒姆·格伦维尔·伍德豪斯的《对喔，吉维斯》中，Gussie Fink Nottle 在他令人难忘的颁奖演说中解释说，他的前任在这个角色中无法出场，因为他的腺样体正在死亡。
在查理·卓别林的‘’《大独裁者》‘’中，Tomainian Phooey 的名字是腺样体·希克尔。
在美国小说家托马斯·品钦的‘’《地心引力的彩虹》‘’中，布拉瑟兰德·奥斯莫勋爵“被他自己生长的腺样体同化，细胞浆发生了可怕的转变，爱德华时代的医学无法解释”。 奥斯莫的艰辛由主要角色 Pirate Prentice 远程体验。